# آنتونیو گونسالس
آنتونیو گونسالس (اسپانیایی: Antonio González‎؛ زادهٔ ۱۳ اکتبر ۱۹۶۹) بازیکن هاکی روی چمن اهل اسپانیا است که در مسابقات کشوری و بین‌المللی در مجموع برندهٔ ۱ مدال نقره شده‌است.